# Goustranville
Goustranville és un municipi francès situat al departament de Calvados i a la regió de Normandia. L'any 2007 tenia 176 habitants.

## Demografia

### Població
El 2007 la població de fet de Goustranville era de 176 persones. Hi havia 77 famílies de les quals 27 eren unipersonals (12 homes vivint sols i 15 dones vivint soles), 23 parelles sense fills, 19 parelles amb fills i 8 famílies monoparentals amb fills.
La població ha evolucionat segons el següent gràfic:
Habitants censats

### Habitatges
El 2007 hi havia 111 habitatges, 79 eren l'habitatge principal de la família, 26 eren segones residències i 6 estaven desocupats. 94 eren cases i 9 eren apartaments. Dels 79 habitatges principals, 65 estaven ocupats pels seus propietaris, 8 estaven llogats i ocupats pels llogaters i 7 estaven cedits a títol gratuït; 1 tenia una cambra, 3 en tenien dues, 14 en tenien tres, 24 en tenien quatre i 38 en tenien cinc o més. 63 habitatges disposaven pel capbaix d'una plaça de pàrquing. A 34 habitatges hi havia un automòbil i a 37 n'hi havia dos o més.

### Piràmide de població
La piràmide de població per edats i sexe el 2009 era:
| Homes | Edats   | Dones |
| ----- | ------- | ----- |
| 0     | 95 o +  | 0     |
| 0     | 90 a 94 | 0     |
| 0     | 85 a 89 | 0     |
| 0     | 80 a 84 | 0     |
| 0     | 75 a 79 | 4     |
| 4     | 70 a 74 | 0     |
| 12    | 65 a 69 | 8     |
| 4     | 60 a 64 | 8     |
| 0     | 55 a 59 | 8     |
| 12    | 50 a 54 | 4     |
| 12    | 45 a 49 | 8     |
| 8     | 40 a 44 | 4     |
| 8     | 35 a 39 | 12    |
| 0     | 30 a 34 | 12    |
| 8     | 25 a 29 | 4     |
| 4     | 20 a 24 | 4     |
| 12    | 15 a 19 | 0     |
| 4     | 10 a 14 | 0     |
| 12    | 5 a 9   | 12    |
| 8     | 0 a 4   | 4     |

## Economia
El 2007 la població en edat de treballar era de 114 persones, 78 eren actives i 36 eren inactives. De les 78 persones actives 75 estaven ocupades (45 homes i 30 dones) i 3 estaven aturades (1 home i 2 dones). De les 36 persones inactives 17 estaven jubilades, 6 estaven estudiant i 13 estaven classificades com a «altres inactius».

### Ingressos
El 2009 a Goustranville hi havia 72 unitats fiscals que integraven 157 persones, la mediana anual d'ingressos fiscals per persona era de 18.830 €.

### Activitats econòmiques
Dels 12 establiments que hi havia el 2007, 2 eren d'empreses de construcció, 2 d'empreses de comerç i reparació d'automòbils, 1 d'una empresa de transport, 1 d'una empresa d'hostatgeria i restauració, 5 d'empreses de serveis i 1 d'una empresa classificada com a «altres activitats de serveis».
Dels 3 establiments de servei als particulars que hi havia el 2009, 1 era una fusteria, 1 lampisteria i 1 restaurant.
L'any 2000 a Goustranville hi havia 12 explotacions agrícoles que ocupaven un total de 539 hectàrees.

## Poblacions més properes
El següent diagrama mostra les poblacions més properes.